# Замок Радомисль
Історико-культурний комплекс «Замок-музей Радомисль» — приватний музейний комплекс, створений в місті Радомишлі (Житомирська область) українським лікарем і громадським діячем Ольгою Богомолець.[значущість факту?]
Має єдиний в Європі Музей української домашньої ікони, в основі якого — особиста колекція ікон, котру Ольга Богомолець збирала з 1995 року.
В експозиціях і фондах комплексу представлені також колекції предметів сакрального мистецтва і церковного начиння, а також українських і європейських старожитностей.
Комплекс об'єднує бутік-готель «Via Regia», Музей української домашньої ікони та старожитностей «Душа України», ландшафтний парк, приміщення для урочистих церемоній, трапезну, конференц- та концертну зали.

## Історія створення
У 1902 році у місті Радомишль, де річка Мика впадає у Папірянський став, було споруджено великий млин, який працював до 1960-х років.
У 2007 році млин придбала Ольга Вадимівна Богомолець для влаштування музею «Замок Радомисль». Впродовж реконструкції 2007—2011 років було виявлено, що споруда була зведена на залишках фундаменту давнішої будівлі. У результаті була висунута версія, що оскільки район міста, де знаходиться будівля млина, зветься Папірня, раніше на цьому місці знаходилася відома з хронік Радомишльська папірня, зведена між 1612 і 1615 рр. за наказом архімандрита Києво-Печерської лаври Єлисея Плетенецького (між 1550 і 1554—1624).

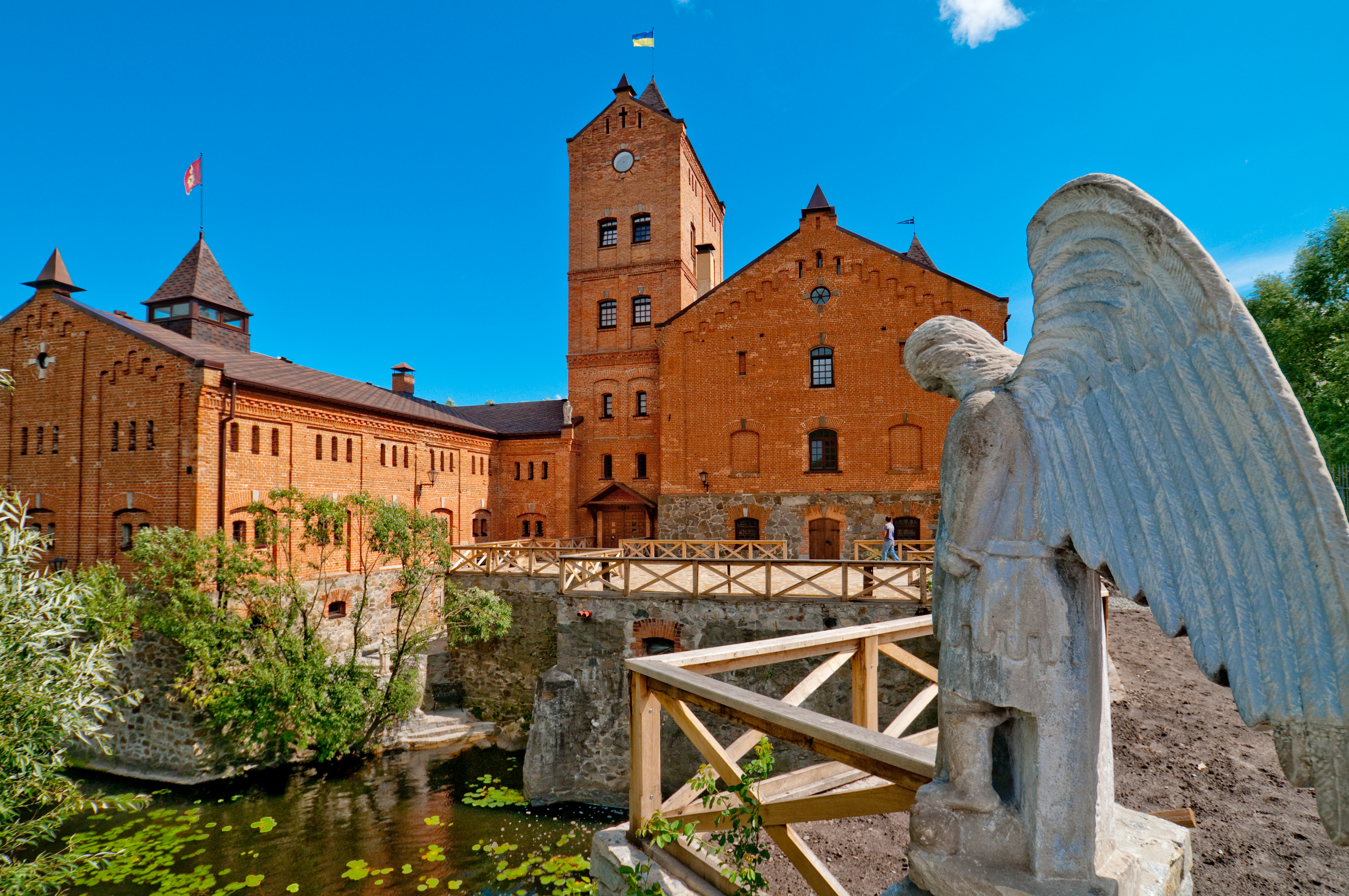
Замок Радомисль. Архангел Михаїл

Внаслідок досліджень, що проводилися під час реконструкції і реставраційних робіт, був встановлений також оборонний характер споруди, де розміщувалася папірня. Крім того, виявлено, що будівля зведена на підземній гранітній скелі, яка йде вглиб землі на кілька метрів.

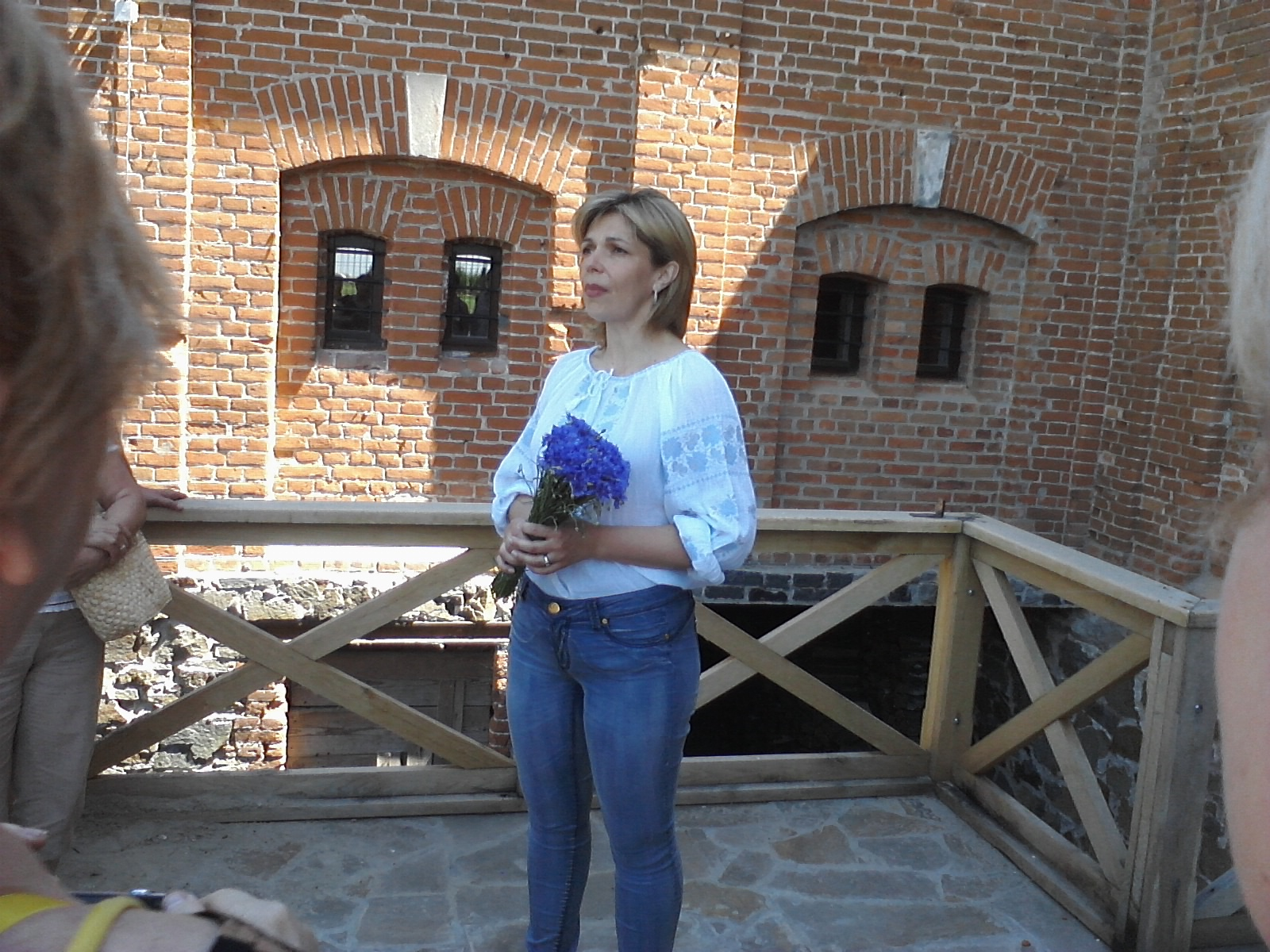
Господиня замку - докторка Ольга Богомолець. Історико-культурний комплекс «Замок Радомисль»

В процесі реставрації були відтворені інтер'єри XVII—XIX ст. В 2008—2009 роках до основної будівлі була добудована вежа 35 м заввишки, на якій був встановлений дзвін.
В 2009 році поблизу будівлі млина був встановлений на течії річки Мики пам'ятник засновникові Радомишльської папірні Єлисею Плетенецькому. Це перший в Україні пам'ятник цьому видатному церковному діячеві і перший пам'ятник людині на водній поверхні.
Офіційне відкриття історико-культурного комплексу «Замок Радомисль» відбулося 30 вересня 2011 року.
В серпні 2012 року була вперше презентована нова Богородична зала.
В листопаді того ж року відкрита відновлена лінія виробництва паперу за технологією XVI—XVII ст.
В 2013 році в замковій вежі була відкрита каплиця ікони Божої Матері «Знамення на веселці».
Нині до складу історико-культурного комплексу «Замок Радомисль» входять:
- Музей української домашньої ікони
- Обрядова зала (котра також є частиною Музею)
- Концертна зала (Камінна або Михайлівська)
- Трапезна
- Ландшафтний парк із двома водоспадами, а також островами, рідкісними рослинами та старовинними скульптурами XVII—XIX ст.
- пам'ятник засновнику Радомишльської папірні, архімандриту Києво-Печерської лаври Єлисею Плетенецькому.

З 2011 року історико-культурний комплекс «Замок Радомисль» є частиною загальноєвропейського культурного проекту Via Regia, започаткованого Радою Європи. Мета проекту — сприяти розвитку культурному обміну і туризму між європейськими країнами.

## Складові частини комплексу

### Музей

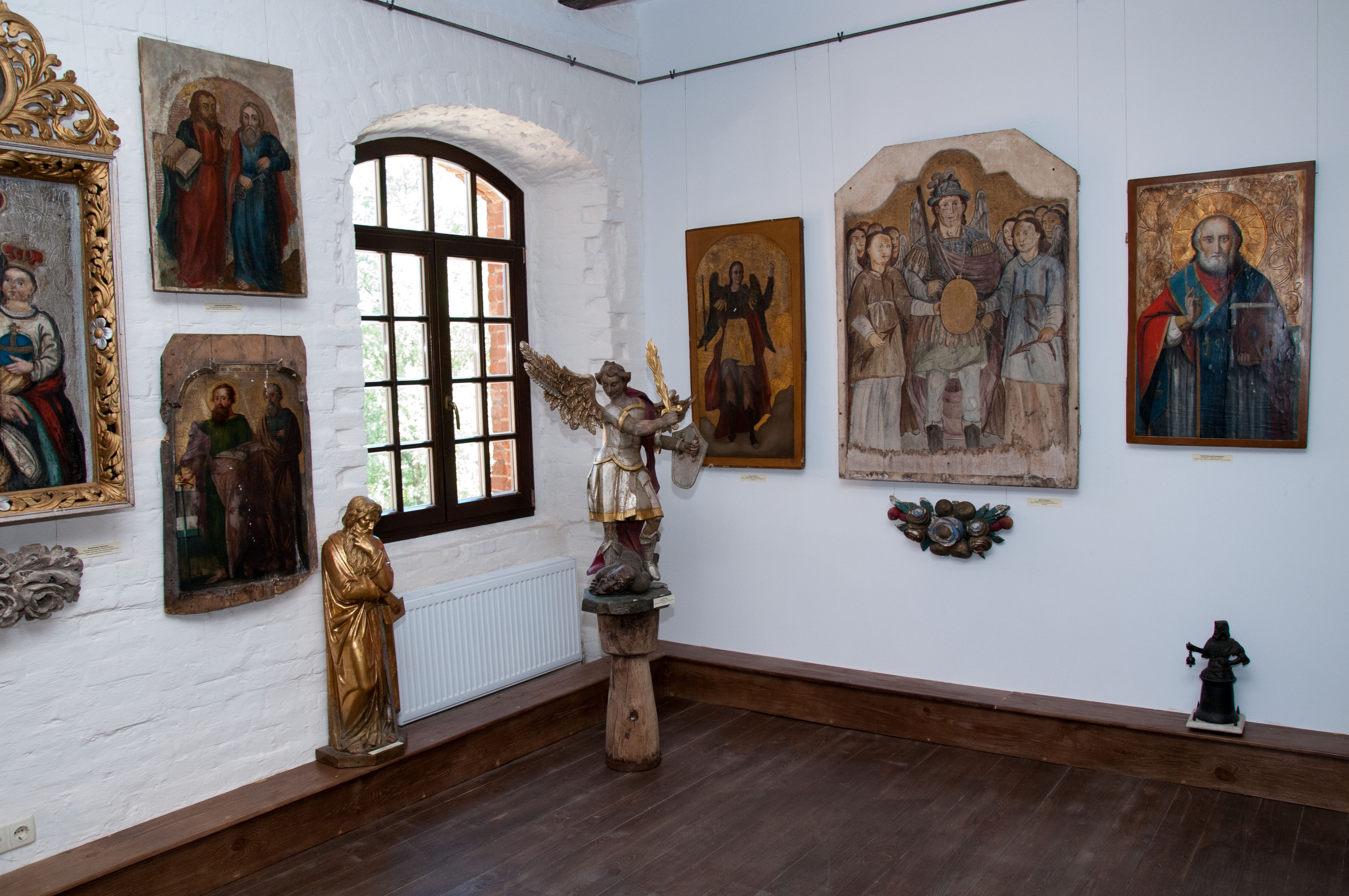
Музей української домашньої ікони. Фрагмент експозиції. Обрядовий зал

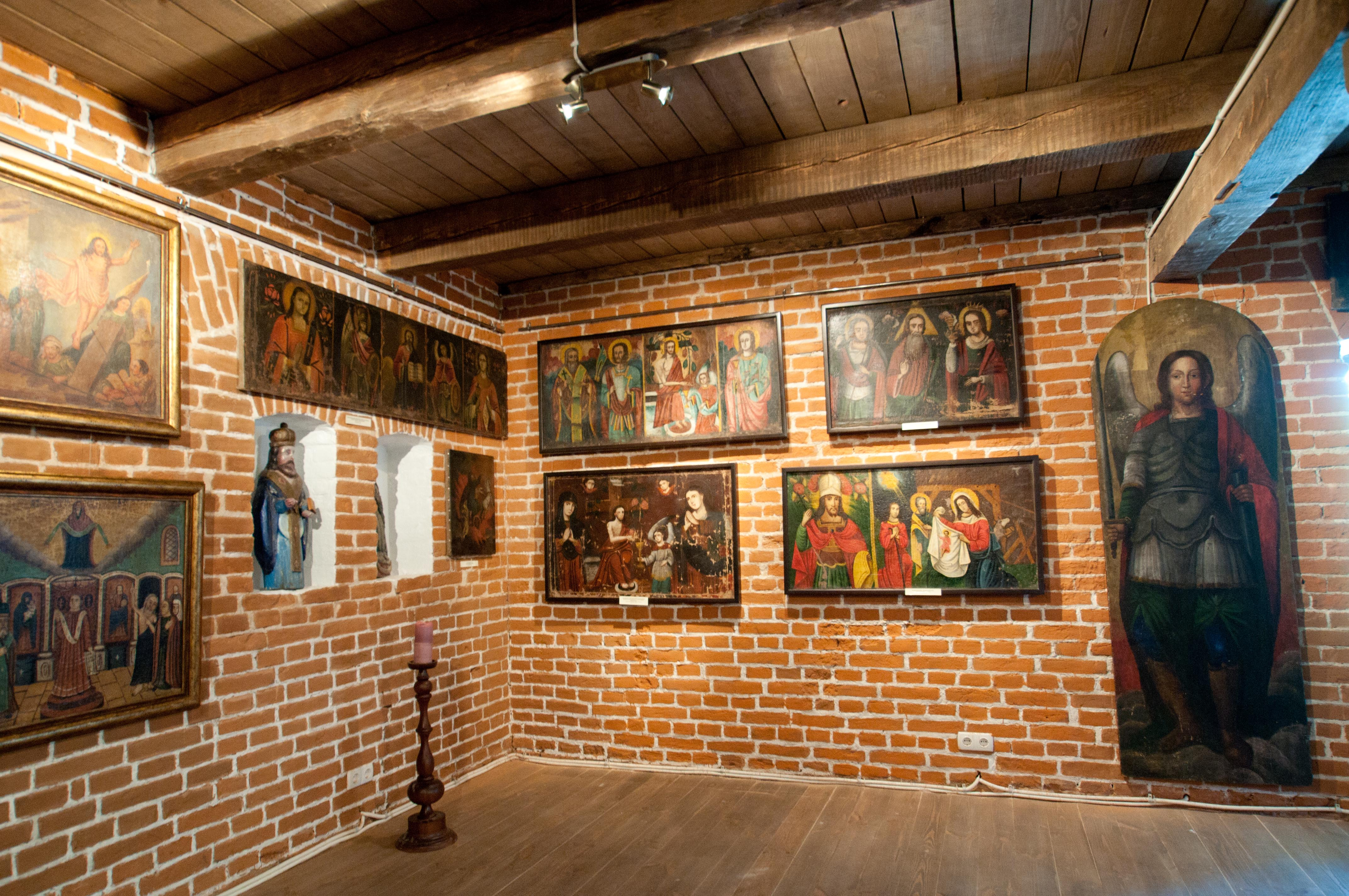
Музей української домашньої ікони. Фрагмент експозиції. Домашні іконостаси

Основною цікавиною історико-культурного комплексу «Замок Радомисль» є Музей української домашньої ікони і старожитностей «Душа України». Це перший і єдиний в Україні музей українських домашніх ікон, а також перший і єдиний у світі приватний музей українського сакрального мистецтва.
Його експозиція і фонди налічують понад 5 тисяч образів і скульптур (православних, унійних і католицьких), створених у XVI—XX ст. різних куточках України — від Закарпаття до Слобожанщини і від Сіверщини до Криму. Серед них — багатометрові домашні іконостаси і крихітні подорожні ікони, козацькі «ковчеги» і гуцульські складні, ікони писані на полотні, вилиті з металу і вирізані з дерева.
Деякі ікони зберігають сліди часів радянського войовничого атеїзму — прострелені кулями, з виколотими очима, порубані шаблями. Серед експонатів музею — скриня, зроблена з обезголовлених ікон, віконниці з розпиляного навпіл образу Ісуса Христа.
Найстарішою вважається унікальна кам'яна ікона святого Миколи Чудотворця, виконана з шиферного каменю. Точно її вік наразі не встановлений, однак, на думку різних спеціалістів, що оглядали її (Інститут історії НАН України, Музей волинської ікони), вік ікони коливається від XV—XVI століття (можливо, копія з більш раннього оригіналу) до кінця XII ст.
Експозиція Музею розміщена в п'яти залах. Одна з них  — Обрядова зала  — водночас є місцем для урочистих подій, де проводяться державні реєстрації шлюбів.
Окрім ікон, колекція Музею містить добірку народних картин з традиційними українськими сюжетами, портрети гетьманів України
У музейних фондах «Замку Радомисль» знаходиться також багата колекція предметів старовинного українського побуту. Серед них — сімейні скрині, одяг та вишиті рушники з різних регіонів України (кінець ХІХ ст. — середина 1960-х рр.), домашнє начиння (праски, прядки, ступи, рубелі з качалками, плетені непроникні посудини для води, посуд, кераміка тощо), човни-довбанки, сільськогосподарський реманент, вози, сани, дитячі люльки та колиски.
Окрема експозиція присвячена побуту аристократії. В ній присутні старовинні меблі (столи, стільці, секретери, шафи) XVIII — початку ХХ ст., канделябри, дзеркала, музичні інструменти (фісгармонії), звуковідвторюючі пристрої (грамофони, патефони, віктроли, фонограф системи Едісона, колекція грамплатівок).
У фондах Музею також перебуває колекція стародруків XVII—XIX ст. — релігійні, нотні та енциклопедичні видання.
Особливий інтерес становить колекція фотографій з українських фотомайстерень другої половини ХІХ — початку ХХ ст. Серед них — фотопортрети з майстерні відомого українського фотографа польського походження Альфреда Федецького, автора першого німого фільму, відзнятого на території України.

### Папірня
1 грудня 2012 року на території історико-культурного комплексу «Замок-музей Радомисль» була відновлена старовинна папірня на тому місці, де вона була збудована чотири століття тому. Це перша і поки що єдина в Україні відновлена старовинна папірня, яка виробляє папір за технологією XVI—XVII чт. Обладнання для виробництва черпаного паперу було виготовлене за старовинними кресленнями, гравюрами і малюнками.
За задумом засновниці «Замку-музею Радомисль» Ольги Богомолець, кожному відвідувачеві музею отримати на згадку зроблений власноруч паперовий аркуш з водяним знаком друкарні Києво-Печерської лаври.

### Концертна (Камінна, Михайлівська) зала

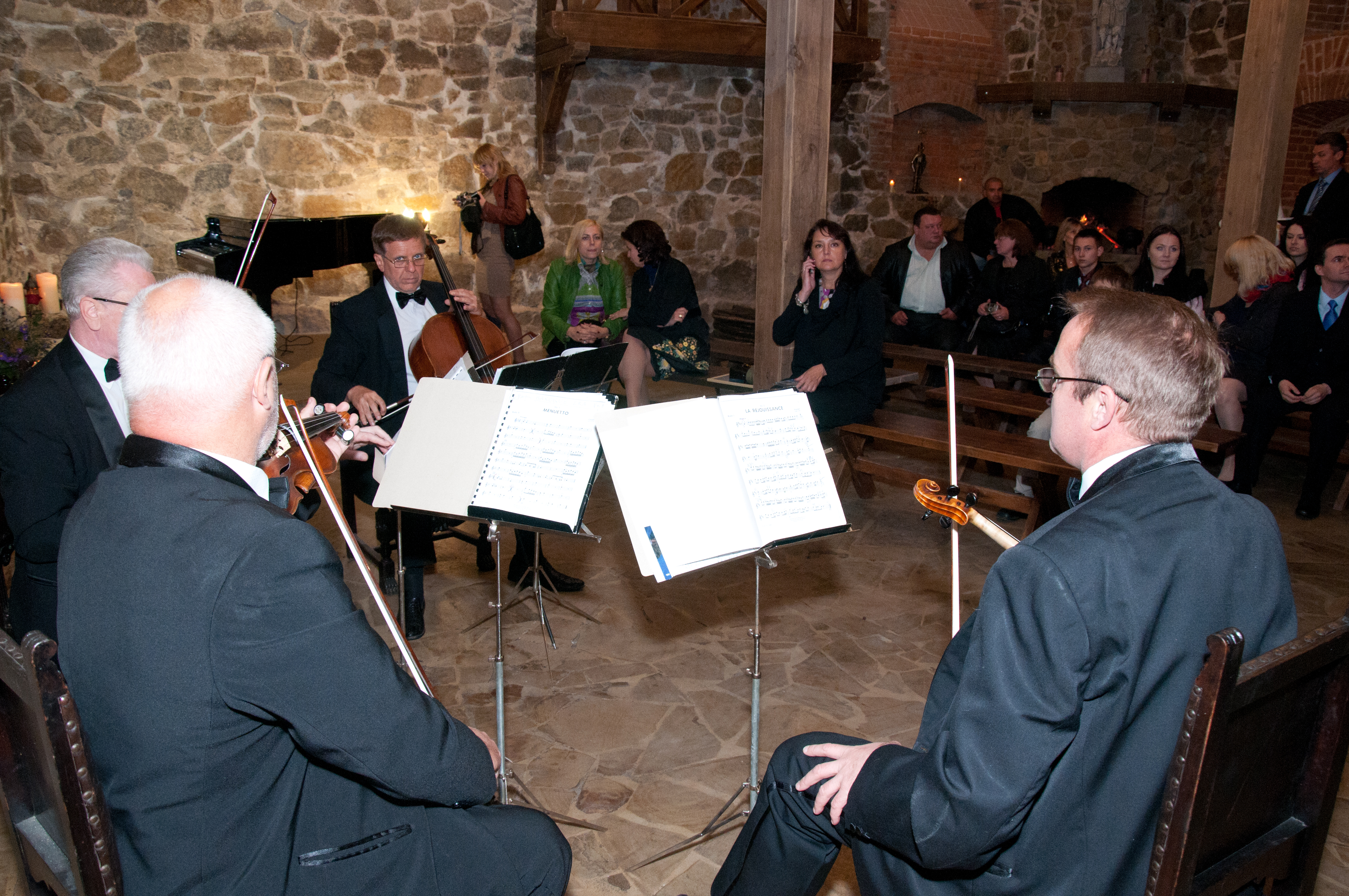
Концертна зала «Замку Радомисль». Виступ квартету камерної музики

Концертна зала «Замку Радомисль» розрахована на 150 місць. У залі розташований великий камін зі скульптурою Архангела Михаїла — звідси й її дві інші назви. Висота склепінь сягає 6 метрів.
У залі проходять концерти класичної, вокальної, камерної, народної і джазової музики.
Концертна зала Замку Радомисль — єдиний у світі зал із живим джерелом. Вода потрапляє до зали через тріщини в скельній породі.

### Трапезна
Інтер'єр Трапезної поєднує в собі риси пізнього середньовіччя та раннього модерну. Велика замкова піч із потужною тягою може служити і для приготування їжі, і як камін.
Трапезна Замку Радомисль — виконує також роль музейної експозиції. На її стінах розвішані точні копії старовинних західноєвропейських карт XV—XVIII століть, на котрих представлені землі України, Європи та Азії.

### Ландшафтний парк

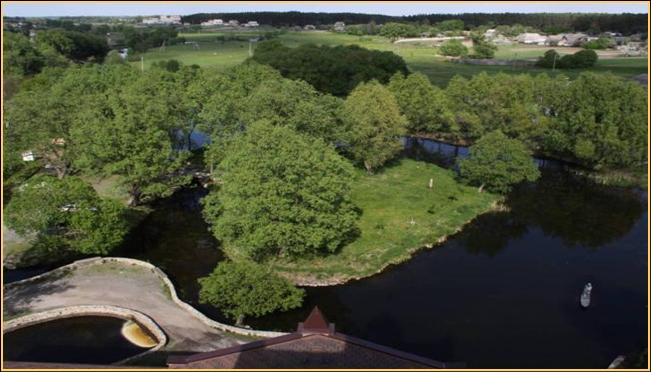
«Замок Радомисль». Вид на острів ландшафтного парку

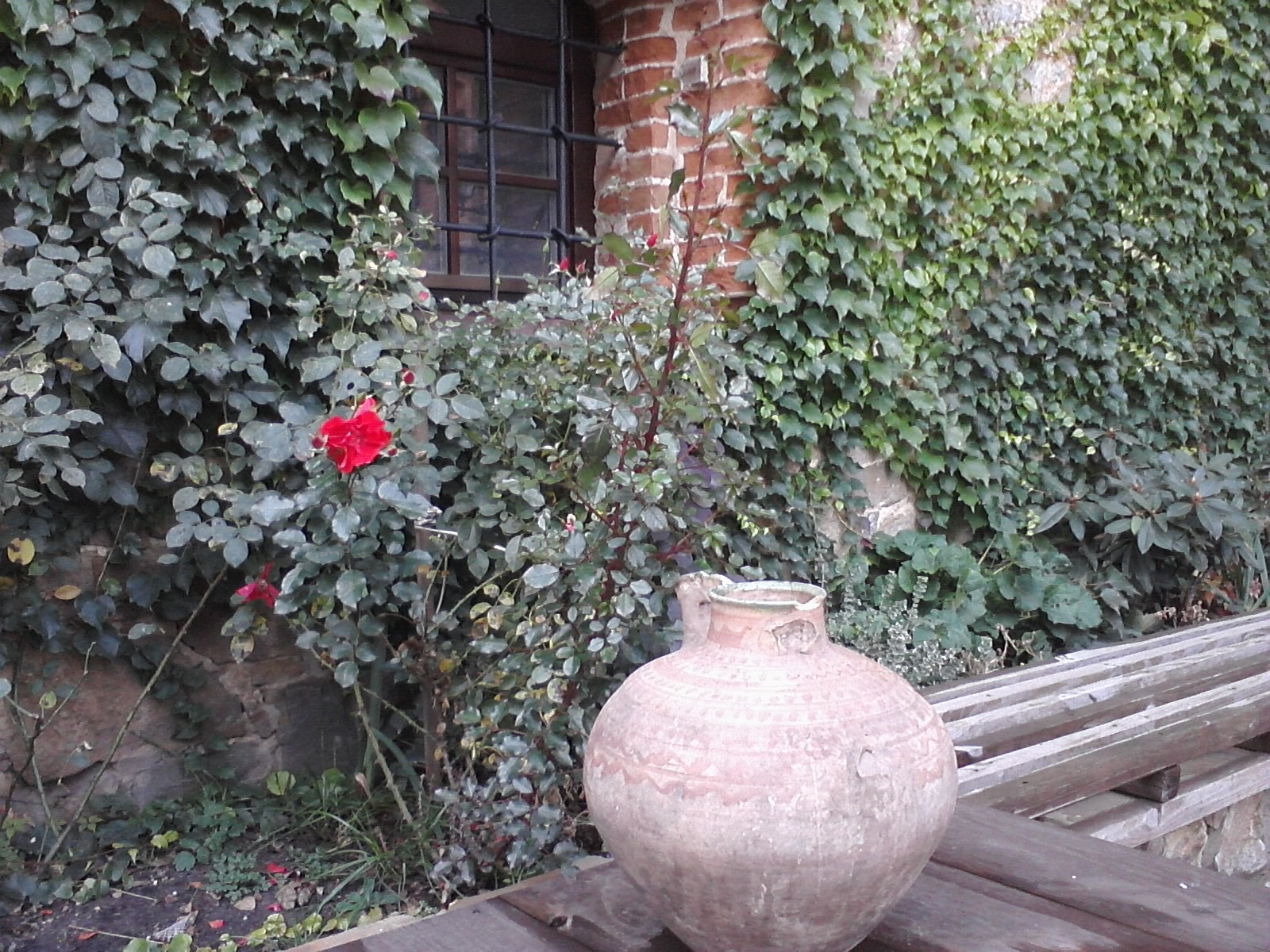
Біля входу до Замку

Ландшафтний парк «Замку Радомисль» становить окремий природний комплекс, створений з урахуванням усіх сучасних екологічних вимог, з мінімальним втручанням людини в природне середовище. Його частиною є скелі і підземні гранітні породи, що виходять на поверхню. Їхній вік становить сотні тисяч років.
На території парку було відкрито кілька підземних джерел. Вода з них визнана придатною для пиття.
Переважна більшість дерев і квітів, що ростуть у парку, належать до рідкісних різновидів. Серед них — унікальні сорти півників, виведені українським селекціонером і лікарем Ігорем Хорошем; рожеві та білі водяні лілії, англійські паркові троянди, магнолії, а також занесений до Червоної книги України водяний горіх — Trapa rossica.
У замковому ландшафтному парку живуть різні тварини — бобри, річкові видри, норки, водяні щури, а також птахи — шпаки, лелеки, дятли.
Територія парку, як і будівля замку, прикрашена оригінальними скульптурами XVII—XIX століть.

### Пам'ятник Єлисею Плетенецькому
Пам'ятник архімандриту Києво-Печерської лаври Єлисею Плетенецькому на території історико-культурного комплексу «Замок-музей Радомисль» — перщий і єдиний в Україні пам'ятник цьому видатному церковному і громадському діячеві.
Скульптура виконана на замовлення і за ідеєю Ольги Богомолець українським скульптором Владиславом Волосенком. Вона зображує монаха, який, схиливши голову, пливе у човні; перед ним лежить розкрита книга, а в руці він тримає свічку, що горить вдень і вночі. Річка символізує плинність часу, човен — людське життя, книга — знання і життєвий досвід попередніх поколінь, свічка — просвіту і служіння людям.

## Масові заходи
«Замок-музей Радомисль» ініціював низку фестивалів. Серед них — перший в Україні фестиваль музики видатного польського композитора Фридерика Шопена, «Музика Шопена просто неба», фестиваль української етнічної моди «Аристократична Україна», міжнародний фестиваль культурної дипломатії «Via Regia Україна».

## Інше
Дорогу до замку в жовтні 2013 р. будували в радянському стилі — практично цілодобово в три зміни. Будівництвом дороги опікувався депутат ПР Віталій Журавський за сприяння тодішнього голови ВР України Володимира Рибака.
Замок Радомисль, був відсканований та з цих сканувань була зроблена 3D-модель у рамках проекту «Кишенькова країна».

## Скульптури

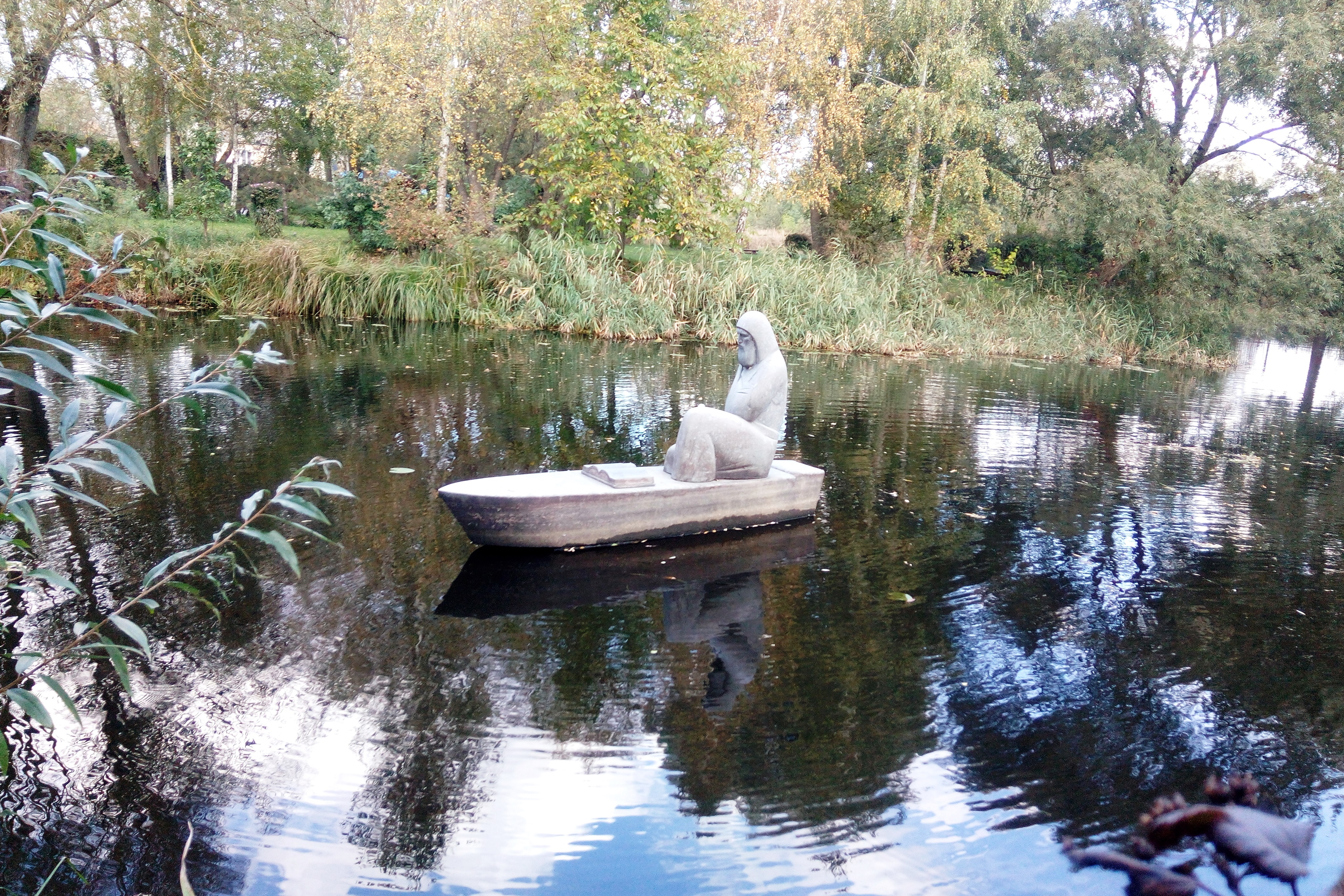
Архімандрит Єлисей Плетенецький
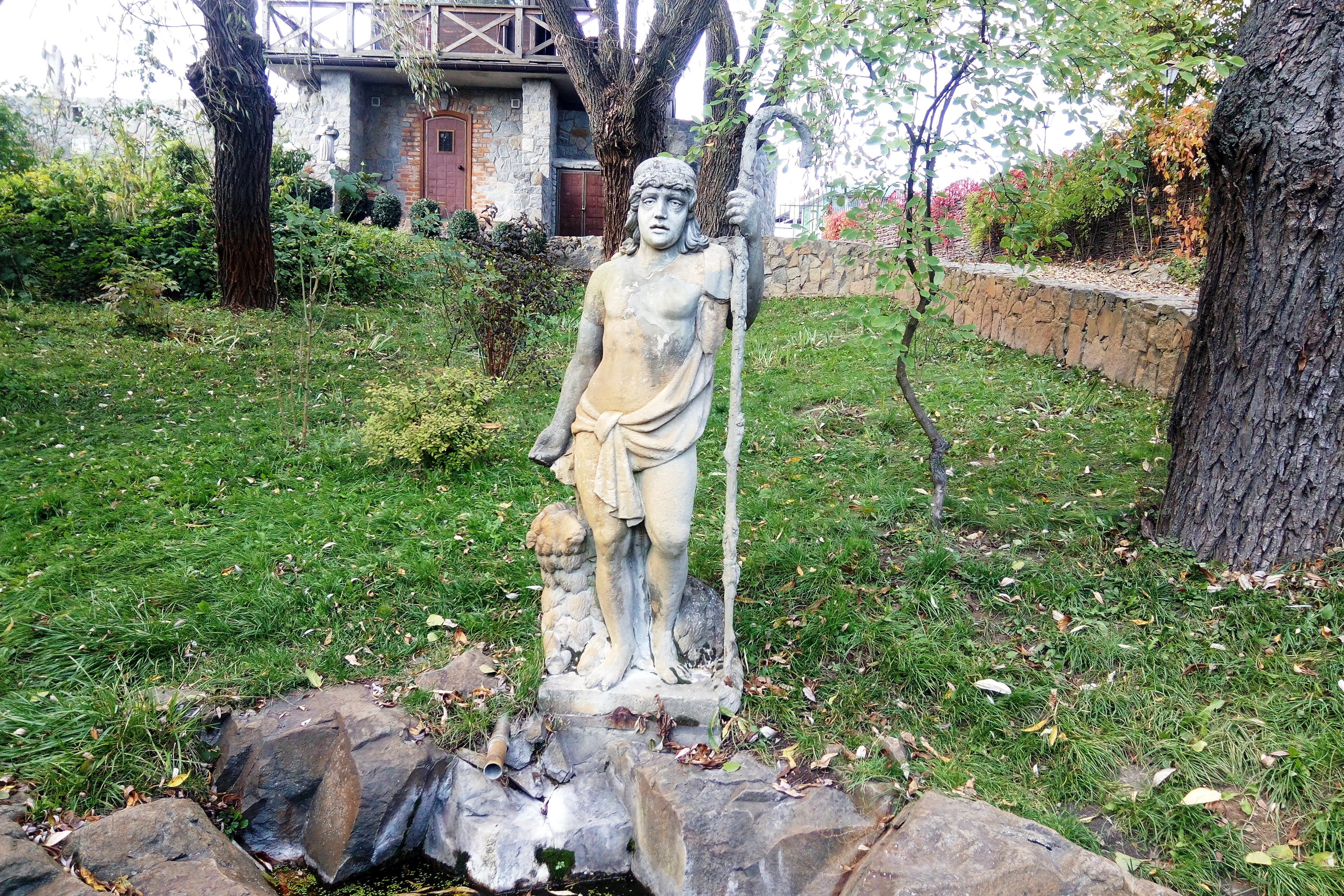
Ісус - добрий Пастир
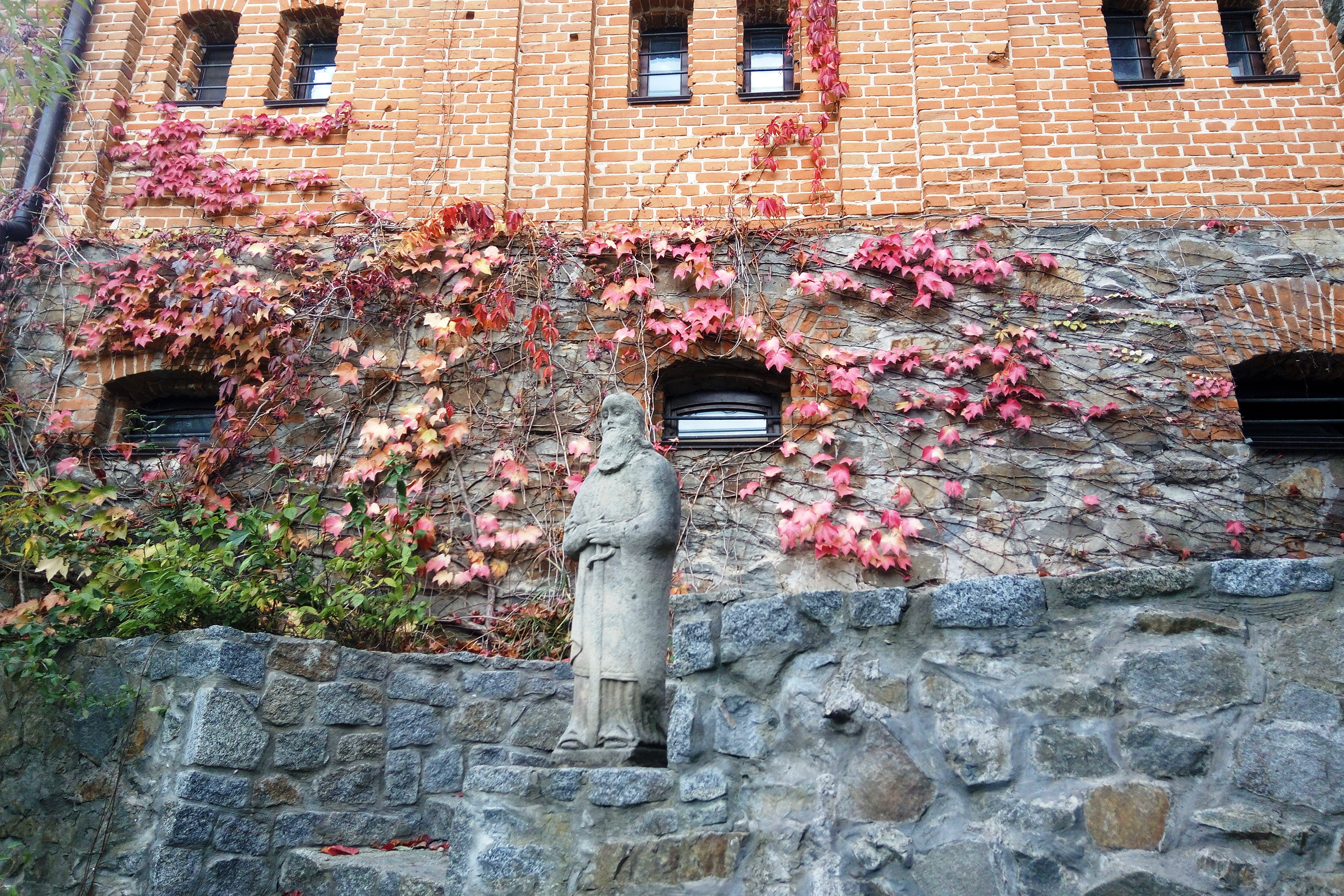
Святий апостол Павло
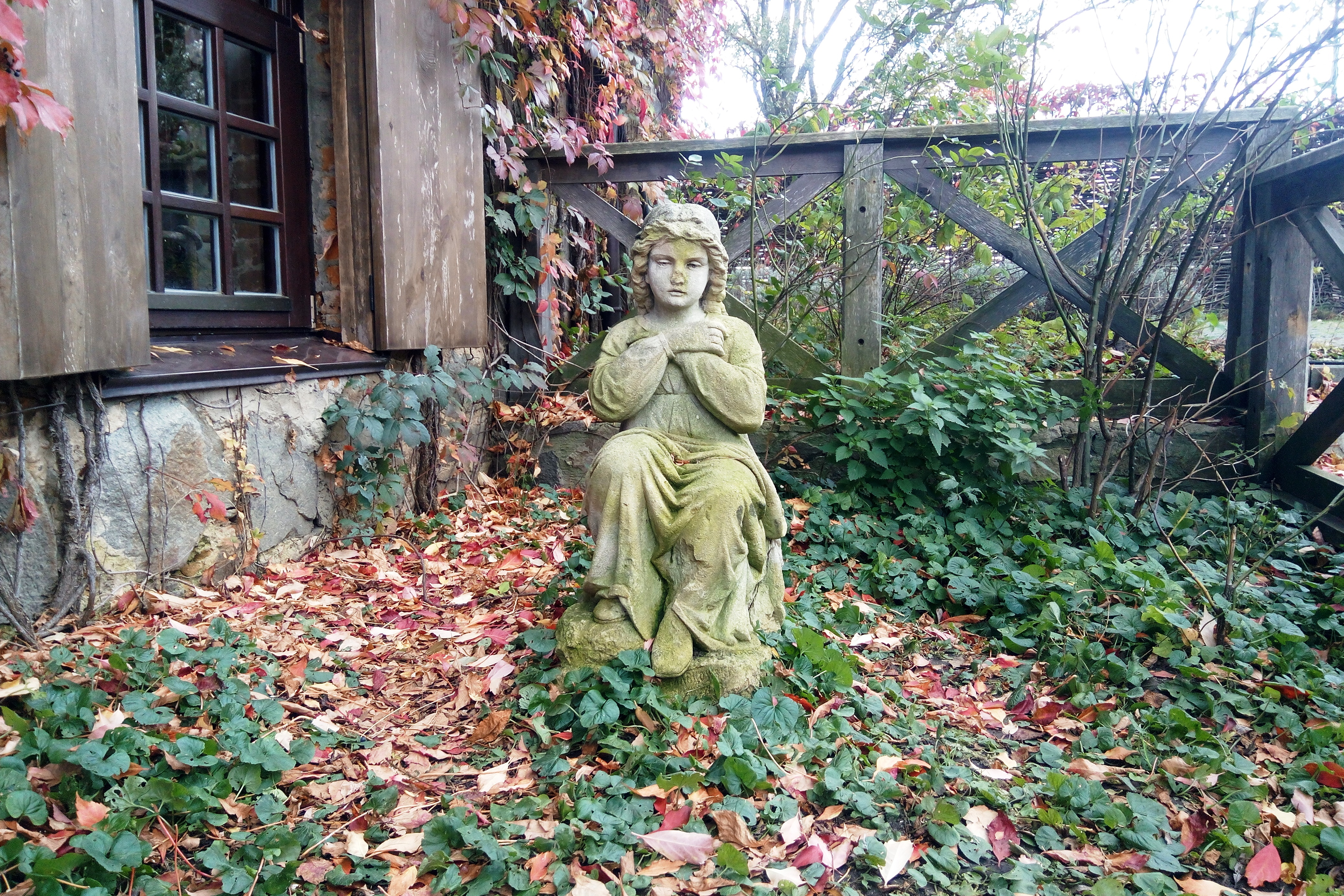
Дівчинка в роздумах
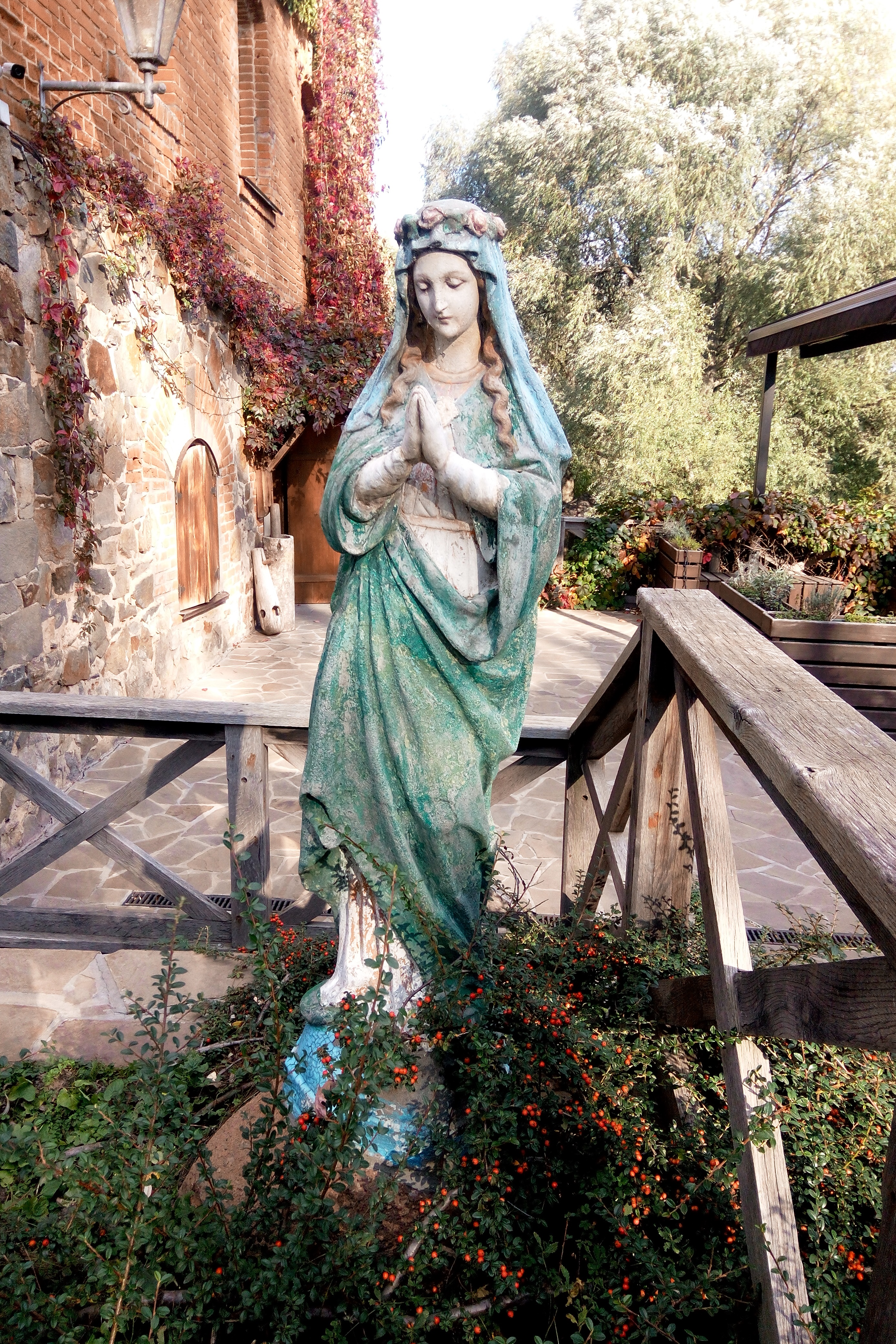
Свята